# Bundas
Bundas ist ein ehemaliger Landkreis im Osten Angolas.

## Ortsname
Der Name Bundas leitet sich von der Bezeichnung Mbundu für zwei der bedeutendsten angolanischen Ethnien ab.
Gelegentlich wird der Kreis auch nach seiner Hauptstadt Lumbala Nguimbo benannt. Zunehmend setzt sich stattdessen jedoch die Bezeichnung Bundas für den Kreis und gelegentlich auch für die Hauptstadt durch.

## Verwaltung
Bundas war ein Landkreis (Município) der Provinz Moxico. Der Kreis umfasste 41.992 km² und hat 52.250 Einwohner (Schätzung 2014). Die Volkszählung 2014 soll fortan für gesicherte Bevölkerungszahlen sorgen.
Hauptstadt des Kreises war Lumbala Nguimbo, gelegentlich auch selbst Bundas genannt.
Der Kreis Bundas setzte sich aus sieben Gemeinden (Comunas) zusammen:
- Chiume
- Lumbala Nguimbo
- Lutembo
- Luvuei
- Mussuma
- Ninda
- Sessa